# Tutti cuori viaggianti
Tutti cuori viaggianti è un album di Ron pubblicato nel 1983.

## Il disco
Si tratta del suo primo disco registrato dal vivo, con la partecipazione degli Stadio come musicisti e di Gianni Morandi, che canta insieme a Ron Occhi di ragazza e di Lucio Dalla, che canta insieme a Ron Piazza Grande e suona il sax. Il disco, registrato dal vivo davanti ai fans di Ron, risente ancora dell'influenza di Jackson Browne (Ron aveva già registrato una sua cover con Una città per cantare, traduzione di The Road, presente sull'album Running on Empty, album che come Tutti cuori viaggianti fu registrato dal vivo ed era composto da tutti pezzi inediti). Il disco contiene anche Hai capito o no, cover italiana del successo planetario di Daryl Hall & John Oates I can't go for that.

## Tracce
LATO A
- Tutti cuori viaggianti (testo di Lucio Dalla; musica di Rosalino Cellamare) - 1:00
- Cosa sarà (testo di Lucio Dalla; musica di Rosalino Cellamare) - 5:10
- I ragazzi italiani (testo di Lucio Dalla e Francesco De Gregori; musica di Rosalino Cellamare) - 4:20
- Era la terra mia (testo di Gianfranco Baldazzi; musica di Rosalino Cellamare) - 4:36
- Occhi di ragazza (testo di Sergio Bardotti e Gianfranco Baldazzi; musica di Lucio Dalla e Armando Franceschini) - 4:17

LATO B
- Hai capito o no? (I Can't Go for That (No Can Do)) (testo di Rosalino Cellamare; musica di Daryl Hall) - 3:42
- Piazza Grande (testo di Sergio Bardotti e Gianfranco Baldazzi; musica di Rosalino Cellamare e Lucio Dalla) - 3:53
- Una freccia in fondo al cuore (testo e musica di Rosalino Cellamare) -	5:41
- Il gigante e la bambina (testo di Paola Pallottino; musica di Lucio Dalla) - 3:26
- Tutti cuori viaggianti (parte 2) (testo di Lucio Dalla; musica di Rosalino Cellamare) - 2:28

## Formazione
- Ron - voce, chitarra acustica, pianoforte
- Marco Bonino - chitarra acustica
- Gaetano Curreri - tastiera, sintetizzatore
- Giovanni Pezzoli - batteria
- Marco Nanni - basso, cori, sax
- Fabio Liberatori - tastiera, sintetizzatore, pianoforte, Fender Rhodes
- Ricky Portera - chitarra elettrica, cori, percussioni
- Lucio Dalla - sax, cori